# Young Corbett III
Raffaele Giordano, dit Young Corbett III, est un boxeur italo-américain né le 27 mai 1905 à Rionero in Vulture et mort le 15 juillet 1993 à Auberry, Californie.

## Biographie
Young Corbett III déménage avec sa famille aux États-Unis quand il est encore un nourrisson. Après quatre ans de vie à Pittsburgh, il déménage à Fresno, en Californie, et commence la boxe en 1919 à 14 ans. Initialement connu sous le nom de Ralph Giordano, il obtient son nom de scène quand un annonceur de ring lui dit qu'il ne saurait pas le présenter comme Ralph Giordano et le surnomme "Young Corbett III".
Il devient champion du monde des poids welters le 22 février 1933 en battant aux points Jackie Fields mais s'incline dès le combat suivant à la 1re reprise contre Jimmy McLarnin le 29 mai 1933. Le 22 février 1938, il bat Fred Apostoli, en remportant le championnat des poids moyens mais il perd le titre après un match contre Apostoli le 18 novembre de cette année.
Young Corbett III abandonne sa carrière en 1940, avec un record de 123-11-17. Ensuite, il gère un bar à Fresno. Il meurt après une longue maladie à 88 ans. Une statue de lui posé dans une position de combat est érigée à Fresno.

## Distinction
- Il est membre de l'International Boxing Hall of Fame depuis 2004[1].